# Carlos Gómez
Carlos Gómez Casillas (16 d'agost de 1952) és un exfutbolista mexicà.

## Selecció de Mèxic
Va formar part de l'equip mexicà a la Copa del Món de 1978.